# Dúbrava (geomorfologický podcelek)
Dúbrava je geomorfologický podcelek Kozích chrbtů a zabírá východní část pohoří.

## Vymezení
Podcelek pohoří vytváří hradbu mezi Podtatranskou kotlinou na severu a Hornádskou kotlinou na jihu. Vede ním rozvodí mezi Baltským a Černým mořem. Dúbrava sousedí na severu s Popradskou kotlinou, na jihovýchodě s Hornádským podolím, na jihu s Vikartovskou priekopou a západním směrem pokračují Kozí hřbety podcelku Važecký chrbát. 

## Nejvyšší vrcholy
- Kozí kameň (1255 m n. m.) - nejvyšší vrch pohoří
- Čierna (1104 m n. m.)
- Krížový vrch (1102 m n. m.)

## Chráněné území
Severní okraj pohoří patří do ochranného pásma Tatranského národního parku a na území se nachází několik chráněných území.
- Bôrik
- Baba
- Hranovnická dubina [2]